# Peter Wellnhofer
Peter Wellnhofer est un paléontologue allemand, né en 1936, spécialiste des ptérosaures et d'Archéoptéryx.
Géologue de formation, il devient conservateur du Paläontologisches Museum de Munich qui présente la collection préhistorique de l'État.

## Liste partielle des publications
- (en) Peter Wellnhofer: Die große Enzyklopädie der Flugsaurier (La grande encyclopédie des ptérosaures). Mosaik Verlag, München, 1993.